# Yamachiche
Pour les articles homonymes, voir Yamachiche (homonymie).
Cet article possède un paronyme, voir Tawachiche.
Yamachiche est une municipalité du Québec située entre les rivières Yamachiche et Petite Yamachiche dans la municipalité régionale de comté de Maskinongé dans la région administrative de la Mauricie. D'une superficie de 107 km2 et située tout juste à l'ouest de Trois-Rivières, elle est peuplée d'environ 2 800 habitants en 2021. 

## Toponymie
Le toponyme a d'abord servi à désigner la rivière Yamachiche. D'origine algonquine, il signifie « rivière vaseuse »,.

### Débat sur le nom
Encore aujourd'hui, un éternel débat a lieu à Yamachiche et au gouvernement du Québec quant à savoir si le Y doit être considéré vocalement comme une voyelle ou une consonne, en d'autres termes, s'il faut dire « la municipalité de Yamachiche » ou « la municipalité d'Yamachiche ».
Le nom d'origine de la colonie était Sainte-Anne-d'Yamachiche, justifiant en partie la polémique.
Malgré l'avis de linguistes et spécialistes en la matière, le 16 juin 1980, les élus prirent la décision d'utiliser l'élision dans l'appellation officielle de la municipalité.
Tel qu'en fait foi cet extrait de résolution :
[...]
Considérant la tradition qui élide le « e » devant le « y » lorsque nous écrivons ou prononçons d'Yamachiche;
Considérant le fait que les plus grands écrivains qui ont traité de notre Histoire ou qui ont référé à nous ont toujours écrit d'Yamachiche;
Par ces motifs,
Que désormais, pour toute correspondance indiquant notre Corporation Municipale, soit utilisé le vocable « d'Yamachiche »
[...]

### Appellations en usage
Depuis sa fondation et dans les divers écrits, la localité a été désignée au total sous 17 appellations différentes. 
- 1 – Amachiche
- 2 – Mashis
- 3 – Machiche
- 4 – Hyamachiche
- 5 – Tyamachiche
- 6 – Yabmachiche
- 7 – Yabamachiche
- 8 – Ouabmachis
- 9 – Ouabmakis
- 10 – Ouamatchis
- 11 – Wabmachis
- 12 – Ogmachiche
- 13 – Oumachiche
- 14 – Ouamachiche
- 15 – Ouabmachiche
- 16 – Ouabamachiche
- 17 – Yamachiche

## Histoire
Concédée le 23 mai 1653 à Pierre Boucher, gouverneur de Trois-Rivières, par Jean de Lauson, gouverneur de la Nouvelle-France, la Seigneurie de Gros-Bois, où se situe aujourd'hui Yamachiche, est acquise en grande partie par Charles et Julien Lesieur de la paroisse de Batiscan, le 8 juillet 1702. La colonisation du territoire débute alors, d'abord aux abords de la rivière Yamachiche. La population croît progressivement : en 1706, il y est recensé un total de sept familles, puis passe à 23 familles et 100 personnes en 1723. En 1760, elle s'élèvera à 567 personnes dans 106 maisons. 
En 1722, est érigée la paroisse de Sainte-Anne-d'Yamachiche. Deux ans plus tard, l'église de bois est remplacée par une première église en pierre. En 1725, une première route publique reliant Yamachiche à Louiseville et Pointe-du-Lac est construite. Il s'agit également de l'année de construction initiale probable du pont Gélinas permettant la traversée de la Petite rivière Yamachiche.  
Lors de la déportation des Acadiens en 1755, nombre d'entre eux sont déportés vers le Massachusetts. Douze ans plus tard en 1767, un important contingent d'Acadiens pénètre en goélette dans la rivière Yamachiche, profitant de l'hospitalité des paroissiens, puis une quarantaine de familles acadiennes viennent s'établir à Yamachiche au fil des ans. 
Du grand territoire seigneurial, les municipalités de Saint-Barnabé et de Saint-Sévère se détachent respectivement en 1832 et 1850. 
Aux balbutiements de la rébellion des Patriotes, Yamachiche est un lieu fidèle aux revendications patriotes. Malgré la proclamation du gouverneur Gosford du 15 juin 1837 interdisant la tenue de tout grand événement public, il est tenu à Yamachiche le 25 juillet 1837 l'une des plus grandes assemblées du mouvement patriote, attirant plus de 3 000 personnes.  
La municipalité a été connue pour sa station de télégraphie sans fil, qui a servi pour la communication entre l'Amérique et l'Europe. En 1924, la Canadian Marconi Wireless Co., fondée par le physicien italien Guglielmo Marconi, s'installe à Yamachiche et devient le centre névralgique continental desservant les pays du Commonwealth par radio. Les opérations de la station débutent en 1926 et durant les années 1930, elle constitue une station de radio haute fréquence, un laboratoire, une usine et un atelier de réparation. Les premiers radios ondes courtes pour la Société Radio-Canada et pour les services policiers de l'époque sont conçus, construits et assemblés à Yamachiche. Durant la Seconde Guerre mondiale, la station joue un rôle majeur dans les télécommunications d'outre-mer. En 1950, la compagnie est intégrée à la Canadian Overseas Telecommunication Corporation, une nouvelle société de la Couronne fédérale. En 1975, la station ferme ses portes et est transformée en usine de meubles. En 2013, un incendie rase totalement le bâtiment.
Yamachiche a aussi été un poste de traite des marchands de fourrures.

### Chronologie municipale
- 1er juillet 1855 : Constitution de la municipalité de paroisse de Sainte-Anne-d'Yamachiche lors du découpage municipal originel du Québec[6].
- 1887 : La municipalité de village de Yamachiche se détache de Sainte-Anne-d'Yamachiche[6].
- 26 décembre 1987 : Yamachiche et Sainte-Anne-d'Yamachiche fusionnent pour devenir la municipalité d'Yamachiche[6].

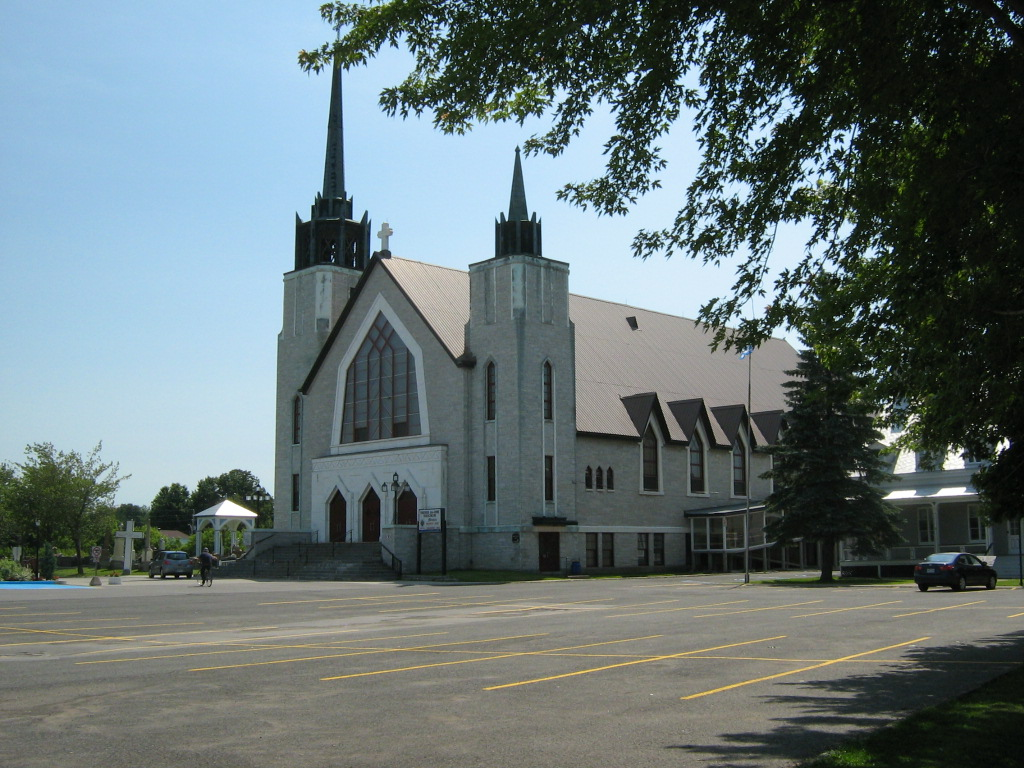
Église de Sainte-Anne-d'Yamachiche.

- 2002 : Tricentenaire d'Yamachiche.

## Géographie
La rivière du Loup délimite le nord-ouest de la municipalité et y coule vers le sud. La Petite rivière Yamachiche délimite le nord de la municipalité puis coule vers le sud jusqu'à son embouchure sur le lac Saint-Pierre. La rivière Yamachiche traverse la municipalité du nord-est et coule vers le sud jusqu'à son embouchure sur le lac Saint-Pierre.

## Démographie
La population de Yamachiche est relativement stable depuis les années 1990, oscillant autour de 2 700 à 2 800 habitants.
| 1991  | 1996  | 2001  | 2006  | 2011  | 2016  | 2021  |
| ----- | ----- | ----- | ----- | ----- | ----- | ----- |
| 2 784 | 2 776 | 2 631 | 2 760 | 2 787 | 2 830 | 2 813 |

## Administration
Les élections municipales se font en bloc pour le maire et les six conseillers.
| Yamachiche Maires depuis 2003                                                                                        |                 |         |          |
| Élection | Maire           | Qualité | Résultat |
| 2003 | Michel Isabelle |         | Voir     |
| 2005 | Michel Isabelle | Voir    |          |
| 2009 | Michel Isabelle | Voir    |          |
| 2013 | Michel Isabelle | Voir    |          |
| 2017 | Paul Carbonneau |         | Voir     |
| 2021 | Paul Carbonneau | Voir    |          |
| Élection partielle en italique Depuis 2005, les élections sont simultanées dans toutes les municipalités québécoises |                 |         |          |

## Yamachichois célèbres
- Nérée Beauchemin (1850-1931), poète
- Nérée Le Noblet Duplessis (1855-1926), homme politique, juge et père de Maurice Duplessis
- Napoléon Caron (1846-1932), curé de la paroisse de 1902 à 1926 et écrivain
- Antoine Gérin-Lajoie (1824-1882), un des premiers romanciers canadiens
- Thomas-Jean-Jacques Loranger (1823-1885), homme politique, juge et écrivain
- Sévère Rivard (1834-1888), maire de Montréal de 1879 à 1881